# Furcifer angeli
Furcifer angeli is een hagedis uit de familie kameleons (Chamaeleonidae).

## Naam en indeling
De wetenschappelijke naam van de soort werd voor het eerst voorgesteld door Édouard Raoul Brygoo en Charles Domergue in 1968. De soortaanduiding angeli is een eerbetoon aan de Franse herpetoloog Fernand Angel. Oorspronkelijk werd de wetenschappelijke naam Chamaeleo angeli gebruikt.

## Uiterlijke kenmerken
Een mannetje wordt tot veertig centimeter lang, terwijl een vrouwtje veel kleiner blijft en meestal niet groter dan twintig cm wordt. Hierdoor werd zelfs lange tijd gedacht dat de verschillende seksen twee aparte soorten waren. Het mannetje heeft een zacht hoornachtig uitsteeksel net als bij de soort Calumma nasutum, dat lijkt op een neus. Ook bij het vrouwtje is wel iets van een vergroting te zien, maar de 'neus' is veel minder ontwikkeld. Op de rug en de keel is een lichte stekeltjeskam aanwezig, maar oorkwabben ontbreken. Wel zit er een kam op de kop die omhoog loopt en bij de nek abrupt en steil eindigt waardoor de kop wat groter lijkt.
De kleur van het mannetje is donkerbruin tot roodbruin, soms zelfs roze-oranje als geprobeerd wordt een vrouwtje te verleiden. Het vrouwtje is roestbruin, en als ze reageert op de kleuren van de man krijgt ze felle paarse vlekken op de flanken. Het is niet bekend of ze dit doet om de man te lokken of juist om te laten zien dat ze al zwanger is. Alle exemplaren hebben een witgele flankstreep die doorloopt over de zijkanten van de kop en soms bestaat uit een vlekkenrij.

## Verspreiding en habitat
Furcifer angeli komt voor in Afrika en leeft endemisch op het eiland Madagaskar, in het drogere westelijke deel. De habitat bestaat uit de strooisellaag van droge tropische en subtropische bossen. De soort is aangetroffen op een hoogte van ongeveer veertig tot driehonderd meter boven zeeniveau.
De kameleon leeft in beboste of moerassige biotopen waar de luchtvochtigheid wat hoger is. Het voedsel bestaat uit allerlei geleedpotigen zoals vliegen en kevers die met de lange schiettong gevangen worden. Wat betreft voortplanting en levenswijze is er niet veel bekend over deze zeer zeldzame soort, er zijn slechts enkele exemplaren bekend in het wild.

### Beschermingsstatus
Door de internationale natuurbeschermingsorganisatie IUCN is de beschermingsstatus 'veilig' toegewezen (Least Concern of LC).